# Готфрид III (Тюбинген-Бьоблинген)
Готфрид III фон Тюбинген-Бьоблинген (на немски: Gottfried III von Tübingen-Böblingen; † сл. 13 февруари 1369) е пфалцграф на Тюбинген и граф на Бьоблинген, основател на линията Тюбинген-Лихтенек.

## Живот
Той е син на граф Вилхелм II фон Тюбинген-Бьоблинген († 1327) и съпругата му графиня Хайлика фон Еберщайн († сл. 1318), дъщеря на граф Хайнрих I фон Еберщайн († 1322) и Клара фон Фрундсберг († 1327). Внук е на граф Готфрид I фон Тюбинген († 1316) и графиня Елизабет фон Фюрстенберг († сл. 1319).
През 1342 г. Готфрид III продава Тюбинген на Вюртемберг, наследява чрез съпругата си замък Лихтенек и основава линията Тюбинген-Лихтенек. Линията Тюбинген-Бьоблинген съществува до 1377 г. Собственостите отиват преди всичко чрез продажба на Вюртемберг (Тюбинген 1342) или чрез дарение на манастир Бебенхаузен (днес в град Тюбинген), основан ок. 1183 г. като фамилно гробно място от пфалцграф Рудолф I фон Тюбинген († 1219).
Готфрид III фон Тюбинген-Бьоблинген умира на 13 февруари 1369 г. и е погребан в доминиканската църква Фрайбург.

## Фамилия
Готфрид III се жени ок. 1340/1344 г. за графиня Клара фон Фрайбург (* ок. 1321; † сл. 29 март 1371), единствената дъщеря наследничка на граф Фридрих фон Фрайбург, фогт в Брайзгау († 1356), и маркграфиня Анна фон Хахберг-Заузенберг († 1331). Те имат пет деца:
- Анна фон Тюбинген († сл. 1344)
- Егон фон Тюбинген († сл. 1363 в Боцен)
- Конрад I († 1 октомври 1410), граф на Тюбинген-Лихтенек, женен I. сл. 1355 г. за Катерина де Фаукогней († сл. 1355), II. сл. 1355 г. за Анна фон Юзенберг († 1400), III. пр. 14 юли 1401 г. за Верена Малтерер († 1430), родители на граф Конрад II фон Тюбинген-Лихтенек († 1453)
- Елизабет фон Тюбинген († 1404), омъжена за Албрехт I Шенк фон Лимпург († 1374)
- дъщеря фон Тюбинген, омъжена (развод 1365) за Улрих Валтер фон Белмонт († 1371)